# Невена Цонева
Невена Цветанова Цонева е българска певица.

## Биография и творчество
Родена е на 17 август 1986 г. в град Севлиево. Тя е победителката в първия български конкурс Мюзик Айдъл. През ноември 2007 г. излиза първият ѝ албум със заглавие „Без страх“. През 2010 г. основава собствена музикална компания „Севънтийн“. През декември 2014 г. излиза дуетът ѝ с Миро – „Всичко, което искам“. През 2019 г. е беквокал в песента на Криско „Благодаря ти“.
Певицата има дългогодишна връзка с барабаниста на Ку-Ку бенд – Венелин Венков. На 27 септември 2016 г. се ражда и първото им дете – Александър.
От 19 юни 2017 г. Невена е вокал на Ку-Ку бенд в Шоуто на Слави.
През 2020 г. играе ролята на Булката във втория сезон на „Маскираният певец“ по Нова телевизия, където завършва на второ място.

## Дискография
| „Без страх“ (2007 – Вирджиния рекърдс)      |
| ------------------------------------------- |
| 1. За тебе песен нямам                      |
| 2. Жестока (със Слави Трифонов)             |
| 3. Все така                                 |
| 4. Дали не съм                              |
| 5. Къде гледаш (с Пламен Пътов)             |
| 6. Днес                                     |
| 7. Удобният момент                          |
| 8. Цветята в мойта поща                     |
| 9. Всеки път обиквам те (с Теодор Койчинов) |
| 10. Some Kind of Miracle                    |
| 11. Dance                                   |

## Сингли
| Година | Песен                                        | Изпълнители                                                                |      |                                             |               |
| ------ | -------------------------------------------- | -------------------------------------------------------------------------- | ---- | ------------------------------------------- | ------------- |
| Година | Песен                                        | Изпълнители                                                                | 2007 | „Жестока“ (със Слави Трифонов и Ку-Ку бенд) | Невена Цонева |
| 2007   | „За тебе песен нямам“                        | Без страх                                                                  |      |                                             |               |
| 2007   | „Не изчезвай“                                | Участник в избора на „Българска песен за Евровизия“ 2008-полуфинал и финал |      |                                             |               |
| 2008   | „Всеки път обиквам те“ (с Теодор Койчинов)   | Без страх                                                                  |      |                                             |               |
| 2008   | Името ми (с участието на Я-Я and Skiller)    | /                                                                          |      |                                             |               |
| 2009   | „Zoom“ (с участието на Marius Moga and NiVo) | /                                                                          |      |                                             |               |
| 2010   | „Бяла зима“                                  | /                                                                          |      |                                             |               |
| 2011   | „Слагам край“ (с Миро и Криско)              | /                                                                          |      |                                             |               |
| 2011   | Налей, налей (с Миро и Криско)               | /                                                                          |      |                                             |               |
| 2013   | „Десет нощи“                                 | /                                                                          |      |                                             |               |
| 2013   | „Самодива“                                   | С песента Невена участва във фестивала Пирин фолк 2013                     |      |                                             |               |
| 2013   | „Повей, ветре“                               | /                                                                          |      |                                             |               |
| 2014   | „Всичко, което искам“ (с Миро)               | /                                                                          |      |                                             |               |
| 2015   | „Когато най-силно ще боли“ (с Milenium X)    | /                                                                          |      |                                             |               |
| 2015   | „Без имена“ (със Светозар Христов)           | /                                                                          |      |                                             |               |
| 2015   | „Нарича се живот“                            | /                                                                          |      |                                             |               |
| 2015   | „Двама“                                      | /                                                                          |      |                                             |               |
| 2018   | „Притури са планината“                       | Невена и Ку-Ку Бенд                                                        |      |                                             |               |
| 2019   | „Любов“                                      | Невена, Годжи и Ку-Ку Банд                                                 |      |                                             |               |
| 2020   | „Вечерница“                                  |                                                                            |      |                                             |               |
| 2020   | „Говориш, говориш“                           | Невена, Слави и Ку-Ку Бенд                                                 |      |                                             |               |
| 2020   | „Вечерница“, Remix                           | Невена, Fabrizio Parizi & The Editor                                       |      |                                             |               |
| 2021   | "Ръка за ръка:                               | Невена и Камен Воденичаров                                                 |      |                                             |               |

## Награди и постижения
- 1999 – Победител в конкурса „Стани звезда“ – Габрово, България
- 2002 – Първо място в международния фестивал „Златен арлекин“ – Стара Загора, България
- 2004 – Победител за месец март в конкурса „Хит минус едно“ на БНТ
- 2006 – Голямата награда в конкурса „Бургас и морето“, категория „Млад изпълнител“
- 2006 – Голямата награда на журито в конкурса „Бургас и морето“ с песента „Мое море“ (музика и аранжимент – Митко Щерев, текст – Лозан Такев)
- 2007 – Победител в първото издание на музикалния формат „Music Idol“
- 2008 – Награда „Miss Golden stag“ на международния фестивал „Golden stag“ – Брашов, Румъния
- 2008 – Награда „БГ дебют“ от Годишни музикални награди на „БГ Радио“
- 2008 -- Първо място на Евровизия 2008 с песента „Не изчезвай“
- 2008 – Награда „БГ албум“ от Годишни музикални награди на „БГ Радио“
- 2008 – Награда „Най-успешен дебют“ от Годишни музикални награди на Телевизия „MM“
- 2008 – Награда „БГ албум“ от Годишни музикални награди на Телевизия „MM“
- 2008 – Награда „БГ поп музика Дебют за 2007“ от Годишни музикални награди на Телевизия „Фен“
- 2008 – Награда „БГ поп музика Албум за 2007“ от Годишни музикални награди на Телевизия „Фен“
- 2008 – Награда „БГ поп музика Хит за 2007“ от Годишни музикални награди на Телевизия „Фен“
- 2008 – Награда на зрителите от Годишни музикални награди на Телевизия „Фен“
- 2009 – Награда „БГ изпълнителка“ от Годишни музикални награди на „БГ Радио“
- 2013 – Награда на журналистическото жури за най-добър изпълнител – „Пирин фолк“ 2013
- 2013 – Награда на музикалния директор на фестивала „Пирин фолк“ за най-добра интерпретация
- 2013 – 3-та награда от конкурса за песни за песента "Самодива – „Пирин фолк“ 2013"
- 2013 – 3-та награда от конкурса за изпълнител – „Пирин фолк“ 2013
- 2013 – Награда на слушателите на радио Севлиево за песента „Самодива“ – „Пирин фолк“ 2013

## Специални участия
- 2000 – Участник в конкурса „Златен мустанг“ – Варна, България
- 2007 – Два концерта пред българската общност в Лондон, Англия
- 2007 – Специален гост – изпълнител в Националното турне на Слави Трифонов и Ку-ку бенд – „Ние продължаваме“
- 2008 – Участие в „Eurovision Bulgaria“ с песента „Не изчезвай“ (музика –Миро Гечев и Карла Рахал; текст – Ваня Щерева; аранжимент – Миро Гечев)
- 2008 – Гост в най-рейтинговото вечерно шоу на телевизия Pro TV – „Happy hour“, Румъния
- 2008 – Концерт пред българската общност в Амстердам, Холандия
- 2009 – Специален гост-изпълнител в Националното турне на Слави Трифонов и Ку-ку Бенд – „No mercy“
- 2010 – Специален гост-изпълнител в шоу-програмите „Хората на Слави“
- 2010 – Концерт пред българската общност в Никозия, Кипър
- 2011 – Специален гост-изпълнител в Националното турне „Лято с Фен ТВ“
- 2012 – Специален гост-изпълнител в годишното издание на Vienna Fashion Awards 2012.